# División Homicidios
División Homicidios fue una serie de televisión que se trasmitió por el Canal 9 de Buenos Aires entre julio de 1976 y octubre de 1978. En cada emisión de una hora y media de duración se planteaba un enigma policial que se resolvía en el último bloque. Los creadores del ciclo fueron el comisario de policía Plácido Donato y el escritor y dramaturgo Marco Denevi y el personaje principal fue interpretado sucesivamente por los actores José Slavin e Ignacio Quirós.

## Producción
En 1976 los productores Oscar Belaich y Germán Klein interesaron al escritor y dramaturgo Marco Denevi en un ciclo para televisión de género policial en el cual para competir con los recursos económicos y técnicos con los que se realizaban las series estadounidenses se debían suplir los mismos con talento, ingenio y trabajo. Denevi exhumó entonces a un personaje de su novela Rosaura a las diez, el Inspector Baigorri, y ubicó la acción en la década de 1930. Cada episodio duraba una hora y media y estaba estructurada en varios bloques a lo largo de los cuales se iban proporcionando las pistas sobre la base de las cuales tenía lugar en el tramo final la solución de un enigma, permitiendo así que el espectador se fuera interesando en la investigación. El escritor Plácido Donato proveía material tomado de crónicas de la Policía Federal Argentina, institución que aceptó apoyar el programa, la dirección estaba a cargo de Martín Clutet y la música fue tomada de la película Asesinato en el Orient Express.
Tras dieciséis episodios Denevi se cansó del ritmo impuesto por la producción y fue reemplazado por la escritora María Angélica Bosco y el propio Donato. Más adelante -y a pesar de que el programa tenía el apoyo de la Policía Federal- también colaboraron –ocultándose con seudónimos por cuanto, por razones políticas, estaban prohibidos por la dictadura surgida del golpe de Estado de 1976 que gobernaba en esos años, conocidos dramaturgos como Ricardo Halac, Roberto Cossa y Osvaldo Dragún así como el joven Jorge Maestro. 
El programa se emitió entre julio de 1976 y octubre de 1978. Para encarnar al personaje principal del Inspector Baigorri se pensó primero en Carlos Carella pero el actor estaba prohibido por razones políticas, se le ofreció a Dringue Farías, quien no aceptó, y entonces Donato lo propuso a Slavin, a quien había conocido por intermedio del director Lucas Demare, quien lo interpretó hasta su muerte a fines de 1977 en que lo reemplazó Ignacio Quirós. Era tal la popularidad del personaje que en una oportunidad un policía se presentó en un domicilio y pidió el teléfono al propietario para un llamado urgente, a lo cual accedió. Cuando escuchó que por teléfono se identificaba como “inspector Baigorri” –pues tales eran su jerarquía y nombre reales- pensó que era un impostor porque no se correspondía con el “inspector Baigorri” que él había visto y llamó al Comando Radioeléctrico que de inmediato rodeó al lugar hasta que se aclaró el equívoco. Esa misma popularidad hizo que la repartición de la Policía que tenía a su cargo las investigaciones criminales cambiara su nombre de Gabinete de Crímenes por el de División Homicidios. El éxito del programa indujo a los productores a realizar bajo la dirección de Alejandro Doria la película Contragolpe que se estrenaría el 15 de marzo de 1979.